# Harold Earthman
Harold Henderson Earthman (* 13. April 1900 in Murfreesboro, Tennessee; † 26. Februar 1987 ebenda) war ein US-amerikanischer Politiker. Zwischen 1945 und 1947 vertrat er den Bundesstaat Tennessee im US-Repräsentantenhaus.

## Werdegang
Harold Earthman besuchte die öffentlichen Schulen seiner Heimat einschließlich der Webb School in Bell Buckle. Anschließend studierte er an der Southern Methodist University in Dallas und an der University of Texas in Austin. Während des Ersten Weltkrieges war er Soldat in der US Army. Dabei gehörte er einem Weiterbildungsprogramm (Student’s Army Training Corps) an. Nach dem Krieg zog er nach Nashville, wo er zwischen 1921 und 1925 im Bankgewerbe tätig war. Nach einem Jurastudium an der Cumberland University in Lebanon und seiner 1926 erlangten Zulassung als Rechtsanwalt begann er ab 1927 in Murfreesboro in seinem neuen Beruf zu praktizieren. Außerdem arbeitete er in der Landwirtschaft.
Politisch war Earthman Mitglied der Demokratischen Partei. In den Jahren 1931 und 1932 saß er als Abgeordneter im Repräsentantenhaus von Tennessee. Von 1942 bis 1945 war er Richter im Rutherford County. Zwischen 1940 und 1946 verwaltete er die Kriegsanleihen des Staates Tennessee. Bei den  Kongresswahlen des Jahres 1944 wurde er im fünften Wahlbezirk von Tennessee in das US-Repräsentantenhaus in Washington, D.C. gewählt, wo er am 3. Januar 1945 die Nachfolge von Jim Nance McCord antrat. Da er im Jahr 1946 in den Vorwahlen seiner Partei scheiterte, konnte er bis zum 3. Januar 1947 nur eine Legislaturperiode im Kongress absolvieren. In dieser Zeit endete der Zweite Weltkrieg.
Nach seinem Ausscheiden aus dem US-Repräsentantenhaus arbeitete Harold Earthman wieder als Anwalt. Außerdem war er Eigentümer der Firma Earthman Enterprises. In den folgenden Jahren ist er politisch nicht mehr in Erscheinung getreten. Er starb am 26. Februar 1987 in seinem Geburtsort Murfreesboro.